# 梶原岳人
梶原 岳人（かじわら がくと、1994年11月28日 - ）は、日本の男性声優、歌手、YouTuber。大阪府出身。所属事務所は東京俳優生活協同組合。所属レーベルはavex pictures。

## 来歴
幼少期から音楽教室に通って歌とピアノを習った。中学2年生の頃に弾き語りのためアコースティックギターと教本を買った。高校1年生の終わり、父親の転勤でシンガポールに移る、高校2年生からシンガポールの日本人学校に転入し、クラスメイトとバンドを組んでギタリストを務めた。文化祭に出演し、大学でも活動を続ける。
一方、幼少期から漫画やアニメ作品が好きであり、テレビアニメ『ドラゴンボール』が好きでよく孫悟空のモノマネをしていた。モノマネをやっているうちに「キャラクターに声をあてるって面白い！」と思い始め、声優という職業を知るきっかけになった。また、普段は声を出すものや目立つものが好きであり、小中学生の頃よく先生のモノマネなどをしてクラスメートに披露した。
かつては声優アワードの新人発掘オーディションに応募するため、シンガポールから日本にデモテープを送った。高校卒業後帰国し、日本大学芸術学部映画学科に入学、2016年（大学2年生）の終わり頃から俳協ボイスアクターズスタジオ48期生として声優養成所に入所し、その後は、東京俳優生活協同組合に所属となった。
2017年に声優デビュー。同年にアニメ『ブラッククローバー』のアスタ役で初主演。
2018年7月22日、自身のYouTubeチャンネル『ガクともチャンネル』を開設。
2020年、第14回声優アワードで新人男優賞を受賞。同年11月25日、1stシングル『A Walk』でavex picturesよりアーティストデビュー。表題曲はアニメ『ブラッククローバー』の第12クールエンディングテーマとなった。また、梶原本人の希望でカップリング曲「橙」の作詞とミュージック・ビデオのプロデュースを担当している。
2021年10月20日に1stミニアルバム『何処かの君に』が発売。

## 人物
大阪府枚方市出身。
声種はハイバリトン。外国語・方言は英語、大阪弁。
特技はギター、作曲、サッカー、歌。趣味・スポーツは水泳、バレーボール、音楽鑑賞、漫画、アウトドア、映画館に通うこと、田舎の景色を見ること。小中学時代はサッカー部に所属し、サッカーはやるのも観るのも好きであり、イングランドプレミアリーグ所属のチェルシーFCのファンである。
高校1年生までは富山県、高校2年生からシンガポールの日本人学校に転入し、軽音楽部に所属していた。シンガポールに3年弱住んで、高校卒業後帰国。大学は日本大学芸術学部映画学科に入学、バレー部に所属していた。
一番好きな漫画やアニメ作品は『ドラゴンボール』。恋愛モノが好きで、王道シチュエーションより報われない展開が好き。好きな恋愛バラエティ番組は『テラスハウス』、『あいのり』で、ラブコメ作品では『I"s』、『俺の妹がこんなに可愛いわけがない』、『彼女、お借りします』、『とらドラ!』など。
好きな食べ物はコロッケ、から揚げ、オレンジジュース、グミ。
目標としている声優には小林裕介、村瀬歩、山下大輝を挙げている。演技について声優達にアドバイスを求めることが多い。

## 出演
太字はメインキャラクター。

### テレビアニメ
2017年
- エロマンガ先生（めぐみのクラスメイト）
- マーベル フューチャー・アベンジャーズ（2017年 - 2018年、ヒドラ兵B、男、タレント、兵士B、見張り2、警官） - 2シリーズ
- ブラッククローバー（2017年 - 2021年、アスタ）
- 妖怪アパートの幽雅な日常（男子B）
- いぬやしき（小池、男子生徒、刑事、SAT隊員）
- アイドルマスター SideM（チームメイト）

2018年
- ダメプリ ANIME CARAVAN（親衛隊1）
- 学園ベビーシッターズ（男子生徒、鷺沼）
- りゅうおうのおしごと!（青年B）
- ポチっと発明 ピカちんキット（2018年 - 2019年、男子、男子D）
- お前はまだグンマを知らない（神月紀）
- ガンダムビルドダイバーズ（ダイバー）
- ウマ娘 プリティーダービー（観客）
- カードファイト!! ヴァンガード（2018年 - 2019年、生徒A、ナイトスクワイヤ・アレン、サイレント・トム、ドラゴンナイト ネハーレン、ライト・アレスター 他）
- Butlers〜千年百年物語〜（男子生徒）
- 斉木楠雄のΨ難（僧B）
- ソードアート・オンライン オルタナティブ ガンゲイル・オンライン（プレイヤー）
- はたらく細胞（2018年 - 2021年、赤血球1・5、消化管の細胞、ナイーブT細胞2、一般細胞1、キラーT細胞1・2） - 2シリーズ
- HUGっと!プリキュア（男子）
- ハイスコアガール（男子生徒B、友人B）
- やがて君になる（中学の同級生、男子生徒）
- 転生したらスライムだった件（2018年 - 2024年、ゴブゾウ、ゴブリン達） - 3シリーズ
- ツルネ -風舞高校弓道部-（男子生徒）
- ジョジョの奇妙な冒険 黄金の風（金髪）

2019年
- ガーリー・エアフォース（少年）
- ドメスティックな彼女（木根和志）
- 盾の勇者の成り上がり（2019年 - 2023年、エイク） - 3シリーズ
- えんどろ〜!（店員、村人）
- ぼくたちは勉強ができない（男子A、高橋） - 2シリーズ
- フルーツバスケット（男子生徒）
- Dr.STONE（世界の人々）
- 炎炎ノ消防隊（2019年 - 2025年、森羅日下部） - 3シリーズ
- スタミュ（生徒）
- ダンジョンに出会いを求めるのは間違っているだろうかII（兵士）
- ACTORS -Songs Connection-（音之宮朔）
- 魔入りました!入間くん（2019年 - 2023年、カイム・カムイ、オリアス） - 3シリーズ
- 星合の空（大井あゆむ）

2020年
- number24（鵜翔太）
- 歌舞伎町シャーロック（雲隠サイゾー〈青年期〉）
- ダイヤのA actII（川端雅紀）
- ハイキュー!! TO THE TOP（他校選手）
- シャドウバース（2020年 - 2024年、竜ヶ崎ヒイロ） - 2シリーズ
- アルゴナビス from BanG Dream!（二条遥）
- 彼女、お借りします（2020年 - 2025年、栗林駿） - 4シリーズ
- 恋とプロデューサー〜EVOL×LOVE〜（キョウヤ）
- 安達としまむら（花咲）

2021年
- 2.43 清陰高校男子バレー部（内村直泰）
- スケートリーディング☆スターズ（入江）
- ゆるキャン△ SEASON2（井口くん）
- SSSS.DYNAZENON（なずみ、短大生α） - 2023年に劇場総集編公開
- 転生したらスライムだった件 転スラ日記（ゴブゾウ）
- SDガンダムワールド ヒーローズ（劉備ユニコーンガンダム / 龍賢劉備ユニコーンガンダム）
- 究極進化したフルダイブRPGが現実よりもクソゲーだったら（ボブ）
- 出会って5秒でバトル（斉藤克也）
- ワッチャプリマジ!（2021年 - 2022年、伊吹橙真）
- 古見さんは、コミュ症です。（2021年 - 2022年、只野仁人） - 2シリーズ
- 逆転世界ノ電池少女（後輩ホスト）

2022年
- ジョジョの奇妙な冒険 ストーンオーシャン（2022年 - 2023年、ロメオ・ジッソ） - 2シリーズ
- トライブナイン（旭川カイ）
- オリエント（尼子勝巳） - 2シリーズ
- 忍たま乱太郎（若者）
- ドラえもん（テレビ朝日版第2期）（2022年 - 2024年、田野金平、板前）
- 金装のヴェルメイユ〜崖っぷち魔術師は最強の厄災と魔法世界を突き進む〜（アラン）

2023年
- テクノロイド オーバーマインド（ナイト / 北ノ丸夜灯）
- 久保さんは僕を許さない（ソード×マジック主人公）
- 最強陰陽師の異世界転生記（セシリオ・アスティリア）
- クレヨンしんちゃん（津田江泰造）
- 名探偵コナン（光本兵我）
- AYAKA -あやか-（福分茶太郎）
- 呪術廻戦 懐玉・玉折/渋谷事変（灰原雄）
- 白聖女と黒牧師（ハイン）
- Helck（アージカバ）
- Paradox Live THE ANIMATION（朱雀野アレン）
- お嬢と番犬くん（丸山）
- ポーション頼みで生き延びます!（アシル）
- カミエラビ（2023年 - 2024年、コウキ / 天昂輝） - 2シリーズ

2024年
- ゆびさきと恋々（一嶌深時）
- 佐々木とピーちゃん（カイ）
- 烏は主を選ばない（雪馬）
- 鬼滅の刃 柱稽古編
- グレンダイザーU（シリウス・バロン）
- 小市民シリーズ（家庭科部員）
- 先輩はおとこのこ（早乙女純）
- 魔王軍最強の魔術師は人間だった（赤竜弓兵A）
- 合コンに行ったら女がいなかった話（萩）
- 多数欠（睦月冬哉）
- ハイガクラ（峰龍井）
- 妖怪学校の先生はじめました!（2024年 - 2025年、安倍雨明、入道家使用人）
- ブルーロック VS. U-20 JAPAN（狐里輝）
- 鴨乃橋ロンの禁断推理（今井蓮次郎）
- 甘神さんちの縁結び（大学生）

2025年
- 宇宙人ムームー（鶴見アキヒロ）
- 勇者パーティーを追放された白魔導師、Sランク冒険者に拾われる 〜この白魔導師が規格外すぎる〜（ロイド）
- Fate/strange Fake（シグマ）

### 劇場アニメ
- K SEVEN STORIES Episode1「R:B ～BLAZE～」（2018年、マフィア）
- 映画 さよなら私のクラマー ファーストタッチ（2021年、佐藤）
- アイの歌声を聴かせて（2021年、前川）
- あんさんぶるスターズ!!-Road to Show!!-（2022年、天城一彩）
- THE FIRST SLAM DUNK（2022年、宮城ソータ）
- ブラッククローバー 魔法帝の剣（2023年、アスタ[72]）
- 映画 先輩はおとこのこ あめのち晴れ（2025年、早乙女純[73]）
- KING OF PRISM-Your Endless Call-み〜んなきらめけ!プリズム☆ツアーズ（2025年、伊吹橙真[74]）

### OVA
- ブラッククローバー オール魔法騎士感謝祭（2018年、アスタ） - ジャンプスペシャルアニメフェスタ2018上映作品

### Webアニメ
- モンストアニメ（2017年、通行人）
- むぎゅっと！ブラッククローバー（2019年、アスタ[75]）
- SDガンダムワールド 三国創傑伝（2019年、劉備ユニコーンガンダム[76]）
- ロマンティック・キラー（2022年、速水純太[77]）
- トミカヒーローズ ジョブレイバー 特装合体ロボ（2024年、トラフィックポリスブレイバー トヨタ クラウン 覆面パトロールカー）

### ドラマCD
- ウマ娘 プリティーダービー STARTING GATE 03（2017年1月25日、駅前のファンA[13][119]）
- ナナツハナ（2019年 - 、ツヤ[120]）
- Paradox Live（2020年 - 、朱雀野アレン[121]）
- 東京カラーソニック!!（2021年  - 、瀬文永久[122]）
- かげきしょうじょ!! Blu-ray 第3巻スピンオフドラマ「絶対ヒロイン」（2021年、坂田）

### 吹き替え

#### ドラマ
- フラーハウス（2020年、イーサン）

#### アニメ
- ねこのピート（2018年、ピート、グスタボ[123]）
- Call Star -ボクは本当にダメな星?-（2023年、カオリ、会社員A）
- この恋で鼻血を止めて（2025年、グレイ[124][初出 4]）

### ラジオ
※はインターネット配信。
- 笠間淳・梶原岳人の 「Radio Cruw(z)」 〜Voice Voyage〜（2019年4月5日 - 2020年3月20日、SMART USEN※）[125]
- 炎炎ノラジヲ（2019年9月27日 - 2019年10月8日、Radiotalk※）[126]
- ACTORS-ラジオ配信してみた！-（2019年9月30日 - 2020年1月13日、音泉※）[127]
- あんさんぶるスターズ！！『ALKALOID』&『Crazy:B』のラジオスクエア！！（2019年11月29日 - 2020年11月27日、音泉※）[128]
- MAN TWO MONTH RADIO 梶原岳人の岳問（がくもん）のすすめ（2020年4月3日 - 2020年5月29日、超!A&G+※・AG-ON Premium※）[129]
- 笠間淳・梶原岳人のふらっと紀行！ ～…え？スタジオからは出られないんですか？～（2020年7月8日 - 、音泉※）[130]
- Neu天才軍師（2021年1月17日 - 、超!A&G+※）[131]
- ブラッククローバーモバイル ブラクロモラジオ団（2023年4月8日 - 2023年7月2日、超A&G+※）[132]

### 特撮
- ウルトラマンデッカー（2022年 - 2023年、天の声[133]、ナレーション）

### テレビ番組
※はインターネット配信。
- BGS声优生放送（2018年3月23日 - 2019年2月19日、bilibili※）[134]
- ライブダムカンパニー（2018年11月23日[135]・2019年1月26日[136]・2019年3月8日[137]、FRESH LIVE※）
- ACTORS 生配信してみた（2019年4月24日[138]・2019年6月25日[139]・2019年8月30日[140]、LINE LIVE※・YouTube※）
- 実況×解説！ざわつきバラエティ「声優運動会」（2021年1月30日、BSフジ）[141]
- 声優パーク建設計画VR部 (2021年5月2日・2021年5月9日、テレビ朝日 )[142]
- Pleasure Summit(プレサミ)（2021年6月8日 - 、ニコニコ生放送※・YouTube※）[143]
- ブラッククローバーモバイル あきらめないのがオレのTV（2023年11月4日 - 、テレビ東京）[144]

### テレビドラマ
- 最高の生徒〜余命1年のラストダンス〜 第6話 - 第7話（2023年8月26日 - 9月2日、本人役、日本テレビ）[145]

### 映画
- K4カンパニー THE MOVIE ～あの日のダンボール～（2021年3月26日、本人役）[143]

### CM
- 「LINEバイト」TVCM[13]

### 映像商品
- テレビアニメ『お前はまだグンマを知らない』DVD 特典映像（2018年7月27日）[146]
- テレビアニメ『ACTORS -Songs Connection-』Blu-ray & DVD Vol.1 特典映像（2019年12月18日）[147]
- 声優アウトドア！バラエティ KENN・アーサーのぬーキャンプ 1巻（2020年3月24日、ゲスト）[148]
- 声優イベントDVD企画「人狼バトル lies and the truth 2020 FEBRUARY～人狼VSプリズナー～」（2020年8月26日）[149]
- 声優ボウリングランプリ5（2020年10月28日）[150]
- くまがみ珈琲店～プレミアムブレンド～ イベント出張5号店 テイクアウトDVD（2021年1月9日・2021年1月27日、ゲスト）[151]
- 「GETUP! GETLIVE!」3rd LIVE（2021年4月23日）[152]
- あんさんぶるスターズ！！ユニットソングCD ALKALOID & Crazy:B リリースライブ ～Kiss of Party～（2021年4月28日）[153]
- Paradox Live Dope Show-2021.3.20 LINE CUBE SHIBUYA-（2021年8月20日）[154]
- 人狼バトルTHE NIGHTMARE SEASON1#1（2022年1月26日）
- 人狼バトルTHE NIGHTMARE SEASON1#3（2022年10月19日）

### 朗読劇
- MEET-K 2021 朗読劇『女神降臨』（2021年10月24日、神田俊）
- 朗読劇「星降る街」（2022年7月9日、和彦 [155][156]）
- アニマックス朗読劇「坂道のアポロン」（2024年3月10日、西見薫）
- 朗読劇「青野くんに触りたいから死にたい」presented by eeo Stage（2024年9月13日 - 15日、藤本雅芳[157]）
- 声優朗読劇フォアレーゼン〜外伝・奥の細道〜（2025年2月15日[158]）

### その他コンテンツ
- 恋するメゾン ボイスコミック（2018年、神葉貴博[159]）
- 男子高校生を養いたいお姉さんの話 PV（2018年、空本実[160]）
- GETUP! GETLIVE!（2020年、早島央[161]）
- SSSS.DYNAZENON ボイスドラマ（2021年、なずみ）
- 歌浴曲ウォーズ（2021年、信吉[162]）
- 真夜中男子めし (2021年、青野陽[163])
- STATION IDOL LATCH!  (2021年、 小鳥遊悠吏[164])
- TRUE WIRELESS STEREO EARPHONES アニメ『古見さんは、コミュ症です。』モデル（2021年、只野仁人[165]）
- 聴くanime『彼岸のオルカ』（2022年、海原風真[166]）
- サンリオキャラクター「フラガリアメモリーズ」（2023年、ハルリット[167]）
- Dear Anemone ボイスコミック（2024年、鉢植萼[168]）

## ディスコグラフィ

### シングル
|       | 発売日         | タイトル     | 規格品番     | 規格品番                                          | 規格品番   | オリコン 最高位 |
| BD+CD | 発売日         | タイトル     | DVD+CD       | CD                                                |            | オリコン 最高位 |
| ----- | -------------- | ------------ | ------------ | ------------------------------------------------- | ---------- | --------------- |
| 1st   | 2020年11月25日 | A Walk       |              | EYCA-13088/B（特別盤） EYCA-13089/B（初回限定盤） | EYCA-13090 | 19位            |
| 2nd   | 2022年7月20日  | 色違いの糸束 | EYCA-13818/B |                                                   | EYCA-13819 | 34位            |

### ミニアルバム
|        | 発売日         | タイトル       | 規格品番              | 規格品番              | 規格品番   | オリコン 最高位 |
| 特別盤 | 発売日         | タイトル       | 初回限定盤            | 通常盤                |            | オリコン 最高位 |
| ------ | -------------- | -------------- | --------------------- | --------------------- | ---------- | --------------- |
| 1st    | 2021年10月20日 | 何処かの君に   | EYCA-13516/B          | EYCA-13517/B          | EYCA-13518 | 17位            |
| 2nd    | 2022年9月28日  | ロードムービー | EYCA-13820/B          | EYCA-13821/B          | EYCA-13822 | 46位            |
| 3rd    | 2023年10月25日 | 人生のライフ   | EYCA-14177/B（BD+CD） | EYCA-14177/B（BD+CD） | EYCA-14178 |                 |

### タイアップ曲
| 楽曲         | タイアップ                                                     | 時期   |
| ------------ | -------------------------------------------------------------- | ------ |
| A Walk       | テレビアニメ『ブラッククローバー』第12クールエンディングテーマ | 2020年 |
| 色違いの糸束 | テレビアニメ『オリエント』淡路島激闘編エンディングテーマ       | 2022年 |

### キャラクターソング
| 発売日   | タイトル                                                                        | 歌 | 楽曲                                                                         | 備考 |
| 2018年   | 2018年                                                                          | 2018年 | 2018年                                                                       | 2018年 |
| -------- | ------------------------------------------------------------------------------- | --- | ---------------------------------------------------------------------------- | --- |
| 8月22日  | アイ★チュウ Nice to Meet You! 〜We are MG9!〜                                   | MG9 | 「Nice to Meet You! 〜We are MG9〜」 「EXTRA SUMMER 〜Guys Be Ambitious!〜」 | ゲーム『アイ★チュウ』関連曲                                                                                   |
| 2019年   |                                                                                 | |                                                                              | |
| 7月1日   | POSSIBLE                                                                        | Clover×Clover | 「POSSIBLE」                                                                 | Webアニメ『むぎゅっと！ブラッククローバー』オープニングテーマ                                                 |
| 10月2日  | Virgin Sky/愛がある限りここにいる                                               | 帝都東神楽舞隊基地・所属舞官 | 「Virgin Sky」                                                               | ゲーム『REALIVE!〜帝都神楽舞隊〜』オープニングテーマ                                                          |
| 10月2日  | Virgin Sky/愛がある限りここにいる                                               | 帝都東神楽舞隊基地・所属舞官 | 「愛がある限りここにいる」                                                   | ゲーム『REALIVE!〜帝都神楽舞隊〜』エンディングテーマ                                                          |
| 10月30日 | ティターニア                                                                    | サクタスケ | 「ティターニア」                                                             | テレビアニメ『ACTORS -Songs Connection-』オープニングテーマ                                                   |
| 10月30日 | ティターニア                                                                    | サクタスケ | 「アメノオト」                                                               | テレビアニメ『ACTORS -Songs Connection-』関連曲                                                               |
| 10月30日 | INAZUMA SHOCK                                                                   | サクタスケ | 「INAZUMA SHOCK」                                                            | テレビアニメ『ACTORS -Songs Connection-』エンディングテーマ                                                   |
| 11月6日  | ACTORS -Songs Connection- キャラクターソング Vol.1 音之宮朔                     | 音之宮朔（梶原岳人） | 「トライアングル」                                                           | テレビアニメ『ACTORS -Songs Connection-』関連曲                                                               |
| 11月6日  | ACTORS -Songs Connection- キャラクターソング Vol.1 音之宮朔                     | 音之宮朔（梶原岳人） | 「Cloudy day」                                                               | テレビアニメ『ACTORS -Songs Connection-』挿入歌                                                               |
| 11月20日 | ACTORS -Songs Connection- キャラクターソング Vol.6 往田詩                       | サクタスケ | 「START!!」                                                                  | テレビアニメ『ACTORS -Songs Connection-』挿入歌                                                               |
| 2020年   |                                                                                 | |                                                                              | |
| 1月8日   | ACTORS -Songs Connection- キャラクターソング Vol.12 Duet Songs                  | 音之宮朔（梶原岳人）、光司陽太（保志総一朗） | 「Answer」                                                                   | テレビアニメ『ACTORS -Songs Connection-』挿入歌                                                               |
| 1月22日  | ACTORS -Songs Connection- Original Soundtrack                                   | 音之宮朔（梶原岳人） | 「ティターニア」                                                             | テレビアニメ『ACTORS -Songs Connection-』関連曲                                                               |
| 1月29日  | あんさんぶるスターズ!! ユニットソングCD ALKALOID                                | ALKALOID | 「Kiss of Life」 「翼モラトリアム」 「You're Speculation」                   | ゲーム『あんさんぶるスターズ!!』関連曲                                                                        |
| 1月29日  | メロスよ/僕も頑張る                                                             | 七刀星 | 「メロスよ」 「僕も頑張る」                                                  | ゲーム『REALIVE!〜帝都神楽舞隊〜』関連曲                                                                      |
| 2月12日  | Paradox Live Opening Show                                                       | BAE | 「BaNG!!!」                                                                  | キャラクターCD『Paradox Live』関連曲                                                                          |
| 3月31日  | Paradox Live Stage Battle "DESIRE"                                              | BAE | 「AmBitious!!!」                                                             | キャラクターCD『Paradox Live』関連曲                                                                          |
| 5月20日  | ACTORS-Singing Contest Edition-sideB                                            | 音之宮朔（梶原岳人） | 「ドナーソング」                                                             | キャラクターCD『ACTORS』関連曲                                                                                |
| 7月29日  | Paradox Live Stage Battle "PRIDE"                                               | BAE | 「EmBlem!!!」                                                                | キャラクターCD『Paradox Live』関連曲                                                                          |
| 8月19日  | ライブアダイバー                                                                | サクタスケ | 「ライブアダイバー」 「空色の地図」 「未完成ベロシティ」                     | テレビアニメ『ACTORS -Songs Connection-』関連曲                                                               |
| 8月26日  | BRAND NEW STARS!!                                                               | ESオールスターズ | 「BRAND NEW STARS!!」                                                        | ゲーム『あんさんぶるスターズ!!』主題歌                                                                        |
| 8月26日  | BRAND NEW STARS!!                                                               | ESオールスターズ | 「Walk with your smile」                                                     | ゲーム『あんさんぶるスターズ!!』関連曲                                                                        |
| 11月25日 | Paradox Live Exhibition Show                                                    | BAE | 「FRE△KOUT」                                                                 | キャラクターCD『Paradox Live』関連曲                                                                          |
| 11月25日 | Paradox Live Exhibition Show -BAE-                                              | BAE feat. ISSA | 「P△R△DISE」                                                                 | キャラクターCD『Paradox Live』関連曲                                                                          |
| 2021年   |                                                                                 | |                                                                              | |
| 1月6日   | ACTORS – Deluxe Dream Edition –                                                 | 音之宮朔（梶原岳人）、麻布汐（豊永利行） | 「だれかの心臓になれたなら」                                                 | キャラクターCD『ACTORS』関連曲                                                                                |
| 1月27日  | あんさんぶるスターズ!! ESアイドルソング season1 ALKALOID                        | ALKALOID | 「Living on the edge」 「Distorted Heart」 「BRAND NEW STARS!!」             | ゲーム『あんさんぶるスターズ!!』関連曲                                                                        |
| 2月24日  | Paradox Live Stage Battle "VIBES"                                               | BAE | 「F△Bulous」                                                                 | キャラクターCD『Paradox Live』関連曲                                                                          |
| 3月31日  | Paradox Live 1st album "TRAP"                                                   | BAE | 「BErmud△ Tri△nglE」                                                         | キャラクターCD『Paradox Live』関連曲                                                                          |
| 3月31日  | Paradox Live 1st album "TRAP"                                                   | BAE、The Cat's Whiskers、cozmez、悪漢奴等 | 「Rap Guerrilla -Paradox Live All ARTISTS-」                                 | キャラクターCD『Paradox Live』関連曲                                                                          |
| 4月26日  | 歌浴曲ウォーズ ～唄と劇伴とカラオケと～                                         | 信吉（梶原岳人） | 「勝手にしやがれ」                                                           | ピクチャードラマ『歌浴曲ウォーズ』主題歌                                                                      |
| 6月23日  | FUSIONIC STARS!!                                                                | ESオールスターズ | 「FUSIONIC STARS!!」                                                         | ゲーム『あんさんぶるスターズ!!』関連曲                                                                        |
| 7月30日  | 東京カラーソニック!! Prologue                                                   | 小宮山嵐（千葉翔也）、宝田伊織（斉藤壮馬）、瀬文永久（梶原岳人）、倉橋海吏（武内駿輔） | 「Begin on buddy」                                                           | キャラクターCD『東京カラーソニック!!』関連曲                                                                  |
| 9月9日   | あんさんぶるスターズ!! FUSION UNIT SERIES 03 ALKALOID ✕ Valkyrie                | ALKALOID、Valkyrie | 「Artistic Partisan」                                                        | ゲーム『あんさんぶるスターズ!!』関連曲                                                                        |
| 9月9日   | あんさんぶるスターズ!! FUSION UNIT SERIES 03 ALKALOID ✕ Valkyrie                | ALKALOID | 「FUSIONIC STARS!!」                                                         | ゲーム『あんさんぶるスターズ!!』関連曲                                                                        |
| 9月8日   | STATION IDOL LATCH! 02                                                          | 一条肇 / 品川（古田一晟）、小鳥遊悠吏 / 有楽町（梶原岳人） | 「Regret」                                                                   | 『STATION IDOL LATCH!』関連曲                                                                                 |
| 9月18日  | ジャックジャンヌ VOCAL COLLECTION                                               | 立花希佐（寺崎裕香）、高科更文（近藤孝行）、睦実介（笠間淳）、根地黒門（岸尾だいすけ）、白田美ツ騎（梶原岳人）、織巻寿々（内田雄馬）、世長創司郎（佐藤元）                                     | 「Jack & Jeanne Of Quartz」                                                  | ゲーム『ジャックジャンヌ』オープニングテーマ                                                                  |
| 9月18日  | ジャックジャンヌ VOCAL COLLECTION                                               | 立花希佐（寺崎裕香）、高科更文（近藤孝行）、睦実介（笠間淳）、根地黒門（岸尾だいすけ）、白田美ツ騎（梶原岳人）、織巻寿々（内田雄馬）、世長創司郎（佐藤元）                                     | 「Fortune color is crystal!」 「なかつくにのキルツェ」 「Quartz Anima」      | ゲーム『ジャックジャンヌ』挿入歌                                                                              |
| 9月18日  | ジャックジャンヌ VOCAL COLLECTION                                               | 立花希佐（寺崎裕香）、根地黒門（岸尾だいすけ）、白田美ツ騎（梶原岳人）、織巻寿々（内田雄馬）                                                                                                   | 「我らグレートガリオン」                                                     | ゲーム『ジャックジャンヌ』挿入歌                                                                              |
| 9月18日  | ジャックジャンヌ VOCAL COLLECTION                                               | 立花希佐（寺崎裕香）、白田美ツ騎（梶原岳人） | 「Ms. Robin」 「オー・ラマ・ハヴェンナ おお、愛するハヴェンナよ」 「淡色」   | ゲーム『ジャックジャンヌ』挿入歌                                                                              |
| 9月18日  | ジャックジャンヌ VOCAL COLLECTION                                               | 高科更文（近藤孝行）、睦実介（笠間淳）、根地黒門（岸尾だいすけ）、白田美ツ騎（梶原岳人）、織巻寿々（内田雄馬）                                                                                 | 「!!!ゴーストパーティー!!!」                                                 | ゲーム『ジャックジャンヌ』挿入歌                                                                              |
| 9月18日  | ジャックジャンヌ VOCAL COLLECTION                                               | 立花希佐（寺崎裕香）、高科更文（近藤孝行）、睦実介（笠間淳）、根地黒門（岸尾だいすけ）、白田美ツ騎（梶原岳人）、織巻寿々（内田雄馬）、世長創司郎（佐藤元）                                     | 「風が吹いたんだ」                                                           | ゲーム『ジャックジャンヌ』エンディングテーマ                                                                  |
| 9月18日  | ジャックジャンヌ VOCAL COLLECTION                                               | 立花希佐（寺崎裕香）、白田美ツ騎（梶原岳人） | 「風が吹いたんだ」                                                           | ゲーム『ジャックジャンヌ』エンディングテーマ                                                                  |
| 9月15日  | GETUP! GETLIVE! For seasoning                                                   | 上原淳也（花江夏樹）、東沢楓（西山宏太朗）、町田瀬那（豊永利行）、大野虎之助（石川界人）、喜多見蓮（阿座上洋平）、狛江一馬（熊谷健太郎）、早島雷（天﨑滉平）、早島央（梶原岳人）               | 「OWARAI BANZAI」                                                            | 『GETUP! GETLIVE!』テーマソング                                                                               |
| 9月29日  | Paradox Live Shuffle Team Show vol.1                                            | New&Classic | 「New&Classic」                                                              | キャラクターCD『Paradox Live』関連曲                                                                          |
| 10月27日 | Paradox Live Shuffle Team Show vol.2                                            | SUZAKU & KANATA | 「The Sound Of Voltage」                                                     | キャラクターCD『Paradox Live』関連曲                                                                          |
| 2022年   |                                                                                 | |                                                                              | |
| 3月23日  | 銀の新星＜SILVER NOVA＞                                                         | Argonavis feat. 二条遥（梶原岳人） | 「銀の新星＜SILVER_NOVA＞」                                                  | ゲーム『アルゴナビス from BanG Dream! AAside』関連曲                                                          |
| 7月20日  | TVアニメ『ワッチャプリマジ！』キャラクターソングミニアルバム PUMPING WACCHA! 03 | 伊吹橙真（梶原岳人）、ひゅーい（田丸篤志） | 「Don't be Afraid」                                                          | テレビアニメ『ワッチャプリマジ！』挿入歌                                                                      |
| 2024年   |                                                                                 | |                                                                              | |
| 6月26日  | BRAND NEW STARS!!                                                               | ESオールスターズ | 「BRAND NEW STARS!!」 「Walk with your smile」                               | ゲーム『あんさんぶるスターズ!!』関連曲                                                                        |
| 6月26日  | FUSIONIC STARS!!                                                                | ESオールスターズ | 「FUSIONIC STARS!!」                                                         | ゲーム『あんさんぶるスターズ!!』関連曲                                                                        |
| 2025年   |                                                                                 | |                                                                              | |
| 7月28日  | ドラマチックLOVE -キンパラ Special Session ver.-                                | 一条シン（寺島惇太）、香賀美タイガ（畠中祐）、十王院カケル（八代拓）、鷹梁ミナト（五十嵐雅）、朱雀野アレン（梶原岳人）、矢戸乃上珂波汰（小林裕介）、大和憧吾（中島ヨシキ）、犬飼憂人（古川慎） | 「ドラマチックLOVE -キンパラ Special Session ver.-」                         | 劇場アニメ『KING OF PRISM-Your Endless Call-み〜んなきらめけ!プリズム☆ツアーズ』関連曲 『Paradox Live』関連曲 |

### その他参加楽曲
| 発売日        | 商品名                                                                        | 歌       | 楽曲   | 備考 |
| ------------- | ----------------------------------------------------------------------------- | -------- | ------ | ---- |
| 2022年7月27日 | [Re:collection] HIT SONG cover series feat.voice actors 〜10's-20's EDITION〜 | 梶原岳人 | 「恋」 |      |

## ガクともチャンネル
ガクともチャンネルは2018年7月22日に開設され、7月23日から動画配信スタートした、ガクト（梶原岳人）が友達を増やしていくYoutubeチャンネル。運営・制作会社は TRYLIMITED。チャンネルでは、声優をゲストに招き、ゲーム、料理、インタビューなどの企画を行う。また、ガクト個人的なカバー、ラジオ、朗読、様々な事に挑戦するなどの企画もある。2019年から友達になった声優達が共にパーソナリティを務めるスピンオフ番組を展開した。毎年はトークやカラオケなどを行う「G-Fes」と冠するイベントが定期的に開催されている。
アドバイザーはハマー（濱健人）。チャンネルの定番挨拶は「せーのっ、G！！」、挨拶とともに両腕で「G」のポーズをする。友達になったゲストにはガクト自身がデザインしたチャンネルオリジナルTシャツをプレゼントしており、Tシャツのパターンはチャンネルオリジナルキャラクター「ガクぴえーろ」と「ガクでびーる」がある。その後は様々なオリジナル服飾を出す、ゲストへのプレゼントに加えてTRYLIMITEDでもオンライン販売される。

### 番組表
| 番組名                                     | 配信時間                     | パーソナリティ                          | 備考 |
| ------------------------------------------ | ---------------------------- | --------------------------------------- | --- |
| ガクともチャンネル                         | 毎週水曜日・金曜日           | ガクト（梶原岳人）                      | チャンネル本編。 |
| メンバー限定                               |                              |                                         | |
| ガクとものおまけ                           | 本編配信後                   | ガクト（梶原岳人）                      | 本編のおまけトーク。 |
| ガクトの素                                 | 毎月下旬ライブ配信           | ガクト（梶原岳人）                      | 毎月恒例生配信番組。タイトルは「ガクトのもと」と読む。当初は『ガクトのゆるゆるYoutube LIVE』と呼ばれたが、2021年1月25日にライブ配信したVol.6から現在の名前に変更された。            |
| G3                                         | 毎週火曜日                   | ハマー（濱健人） じゅんた（寺島惇太）   | 2019年からこのチャンネルのスピンオフ番組として、ハマー（濱健人）とじゅんた（寺島惇太）がパーソナリティを務めるゲーム実況番組。タイトルは「Gakutomo Gachi Gamers」という意味である。 |
| 入江玲於奈・市川太一のゴールデンフライデー | 隔週金曜日 23:00プレミア配信 | レオナ（入江玲於奈） タイチ（市川太一） | 2019年からこのチャンネルのスピンオフ番組として、レオナ（入江玲於奈）とタイチ（市川太一）がパーソナリティを務めるラジオ番組。                                                        |

### ゲスト
| 配信日         | 名前                   | 初出演企画・タイトル                                                                                             |
| -------------- | ---------------------- | --- |
| 2018年7月23日  | 濱健人                 | 【梶原岳人×濱健人】友達ってどうやって作るの？                                                                    |
| 2018年8月8日   | 入江玲於奈             | 【梶原岳人×入江玲於奈】「人生ゲーム 獄辛」をプレイしてみた！前編【友達になりたいのに離れ離れ…】                  |
| 2018年8月15日  | 寺島惇太               | 寺島惇太先生の「よくわかる！優しいPUBG講座」（基礎編）                                                           |
| 2018年8月22日  | 市川太一               | 【タイチがガクトに合わせるスタイル】資金獲得！2人で答えを合わせようクイズ！【男子2人のパンケーキ作り】           |
| 2018年8月29日  | 高塚智人               | 【何もしなくて良い権利を求めて対決！】ガクともファミリーBBQ前編【ワードウルフ】                                  |
| 2018年9月12日  | 室元気                 | 【奇声音量注意！！】モンスター・ゲンキくんと遊ぶスプラトゥーン2前編！【マル秘エピソード有り】                    |
| 2018年9月19日  | 笠間淳                 | 【お前はまだ上毛かるたを知らない！】おまグンコンビで上毛かるた対決！前編【最大の敵は足の痺れ？】                 |
| 2018年10月3日  | 浦尾岳大               | 【THE バラエティ】タケヒロと箱の中身はなんだろな？対決！【お笑い対決前編！】                                     |
| 2018年10月10日 | 中島ヨシキ             | 【ヨシキくんをおもてなし】ガクト3分クッキング【秋の味覚】                                                        |
| 2018年10月24日 | 児玉卓也               | 【悶絶動画】不思議な食べ合わせを検証！！【YouTuberあるある】                                                     |
| 2018年11月7日  | 熊谷健太郎             | 【みなさんを置き去りにします！】新日本プロレス技名当てクイズ！【Kentaro ♥ NJPW】                                 |
| 2018年12月5日  | 小林大紀               | 【もはやショタではないよね】ダイちゃんと声優限界しりとり！前編【キャラ渋滞中！】                                 |
| 2018年12月19日 | 梅原裕一郎             | 【連絡先を巡る負けられない戦い】うめめとボードゲーム「ガイスター」対決！前編【これは駆け引きになっているのか？】 |
| 2019年1月9日   | 鈴木裕斗               | 【好きなことを語ろう！】ユウトくんとアイドルトーク！【ガクトテンション爆上げ】                                   |
| 2019年1月16日  | 汐谷文康               | 【苦手な人は2人だけみよう！】ガクト&やん 英語縛りホラゲ実況！！前編【本当にシンガポールにいたのかな…】           |
| 2019年1月23日  | 保住有哉               | 【ガクトがツッコミ！？】ガクティとホズミンの声優限界しりとり！！前編【映像がなく音声だけになっています。】       |
| 2019年2月20日  | 小林裕介               | 【ロックな生き方がしたい？】ゆうすけくんとリアルサイコロトーク！！【二人とも骨折しすぎ】                         |
| 2019年3月13日  | 米内佑希               | 【どっちがＭＣかわからない】ガクトの部屋【ある意味ガクとも恒例】                                                 |
| 2019年3月20日  | ランズベリー・アーサー | 【やっぱりキャラは見た目でしょ】スマブラ対決！！【ガクトの勝ち越しなんていつぶりだろう】                         |
| 2019年4月3日   | 濱野大輝               | 【ボールはガクとも！】サッカーガクとも誕生！【サッカー愛があふれ出てる！】                                       |
| 2019年4月10日  | 石谷春貴               | 【ガクトはやっぱり変わりモノ！？】はるさんの郷土料理・チキン南蛮を作る！【料理男子かっけぇ！】                   |
| 2019年5月1日   | 菊池勇成               | 【同年代トーク！】インタビュアーガクトがたけるに質問！【珍しくタメ口で話すガクト】                               |
| 2019年5月8日   | 高坂知也               | 【9時23分ってなに？】フェアリーが来たぞ！！【ガクともは本当にクセが強い人が多い】                                |
| 2019年5月15日  | MONSTERsJOHN           | 【ガクとも恒例企画でコラボ！】MONSTERsJOHN さんと声優限界しりとり【やっぱり『ん』がついちゃう！】                |
| 2019年5月22日  | 酒井広大               | 【ガクト！いきまーす！】酒井ちゃんとガンプラ作り！前編【３倍早く動けません・・・。】                             |
| 2019年5月29日  | 小松昌平               | 【何かが違う！？】ハマーとコマッティのガチスマブラ対決！前編【ハマともチャンネル！】                             |
| 2019年6月12日  | 狩野翔                 | 【二人はソウルメイト！】しょーくんとブロックス対決！【最後はモノボケ】                                           |
| 2019年6月19日  | 大河元気               | 【まさかそんなことある!?】元気の記憶に残るエピソード【二人ともTV大きいよ】                                       |
| 2019年6月26日  | 仲村宗悟               | 【画伯二人が通じ合う！】しゅーごさんと絵しりとり！【ずっとそこにあるもの！】                                     |
| 2019年7月3日   | 小笠原仁               | 【カッコよくなりたい男子必見！】おがじんに学ぶヘアセット講座 前編！！【ガクトふざけてない？】                    |
| 2019年7月10日  | 村田太志               | 【皆さんお待たせしました！】村田夫婦のなれそめを聞いていく！【ガクトはイスから落ちる人のつもりです】             |
| 2019年8月14日  | 永塚拓馬               | 【ガクトと真逆な性格？】ながにゃんの事を知ろう!【ながにゃんに一問一答】                                          |
| 2019年8月21日  | 山谷祥生               | 【絵本って奥深い！】やまやんと懐かしさ溢れる読書感想文!【やまやん昨今の日本情勢が気になる？！】                  |
| 2019年9月4日   | 渡辺紘                 | 【共学へのコンプレックスがすごい】５秒で答えて一問一答【ガクトはまだ人見知り】                                   |
| 2019年9月11日  | 大海将一郎             | 【爆弾解体に挑む！】おおみと緊張の爆弾処理ゲームに挑戦！【コミュニケーションは大切だね！】                       |
| 2019年10月2日  | 白井悠介               | 【You'll Never Walk Alone！】サッカーガクともに新たなメンバー！！【止まらないサッカー談義】                      |
| 2019年10月9日  | 鈴木崚汰               | 【異色の組み合わせ？！】『筋肉オセロ』対決で脳と身体を同時に鍛える【ガクト覚醒する？！】                         |
| 2019年10月23日 | 中澤まさとも           | 【先輩のクセが強い！！】先輩？後輩？インタビュアーガクト【手を繋いでスノボは危険です】                           |
| 2019年11月6日  | 石井孝英               | 【名作？！迷作？！】制限ワード創作ゲームで新たなゲームストーリーを創作！【オレ氏サイコロに転生でゴザル！】       |
| 2019年11月13日 | 神原大地               | 【青春の苦い思い出…】かんちゃんさんにインタビュー【実は二人はご近所さん？！】                                    |
| 2019年12月11日 | 永野由祐               | 【絆でリフティング！】しりとリフティングで心をつなぐ！【こちらこそ見ていってください…】                          |
| 2019年12月18日 | 深町寿成               | 【これだけは譲れない!!】利きオレンジジュース‼【pulp入ってますか？】                                              |
| 2019年12月25日 | 土田玲央               | 【デコレーション対決！】れいおくんとクリスマスケーキ作り！【ガクともからメリークリスマス！】                     |
| 2020年1月8日   | 佐藤元                 | 【英検３級を侮るな!!】『Shiritori - The Word Chain Game -』で対決!‼【限界しりとり英語版】                        |
| 2020年1月29日  | 安田陸矢               | 【youtuberって凄いなぁ…】ハンバーガー大食い選手権【これ食べれば世界変わるかなぁ…】                               |
| 2020年2月5日   | 山口智広               | 【最強のラーメンはこれだ!‼】家庭で作れる最強ラーメンプレゼン大会【山口ニキ特製ラーメン】                         |
| 2020年3月4日   | 増元拓也               | 【地元民もわからない!?】広島方言クイズ!!【みんなはわかるかな？】                                                 |
| 2020年4月8日   | 小野大輔               | 【おのDが来たぞぉ!!】ガクトとこんな関係性が!?【免許は早めに取りましょう】                                        |
| 2020年6月24日  | 新祐樹                 | 【目指せ！ガクともHADO部】しんくんとマイナースポーツクイズ！【世界には色々なスポーツがある！】                   |
| 2020年7月1日   | 比留間俊哉             | 【ガクト何度目かの免許取る宣言！？】インタビュアーガクト【キラキラしてんなぁ】                                   |
| 2020年7月15日  | 広瀬裕也               | 【音で繋がる縁もある！】広瀬くんとギターについて語り合う！【ゆうちゃんは既にガクとも！？】                       |
| 2020年7月22日  | 益山武明               | 【ますらおぶり～？？】パーソナルクイズで益山さんを理解する！【ガクトの思わぬ歴史…発掘！？】                      |
| 2020年7月29日  | 重松千晴               | 【5秒で答えて⁉】しげちゃんをより深く知ろう！【2人だからこそ語りあえる話！】                                      |
| 2020年8月12日  | 山中真尋               | 【夏の風物詩】山中さんとかき氷のシロップを徹底検証！【思い出は間違ってないと確認したい！】                       |
| 2021年1月13日  | 羽多野渉               | 【羽多野渉が来た!!】アーティストの先輩から学ぶ！！【アーティストとして飛躍する為に！！】                         |